# 新郷出入口

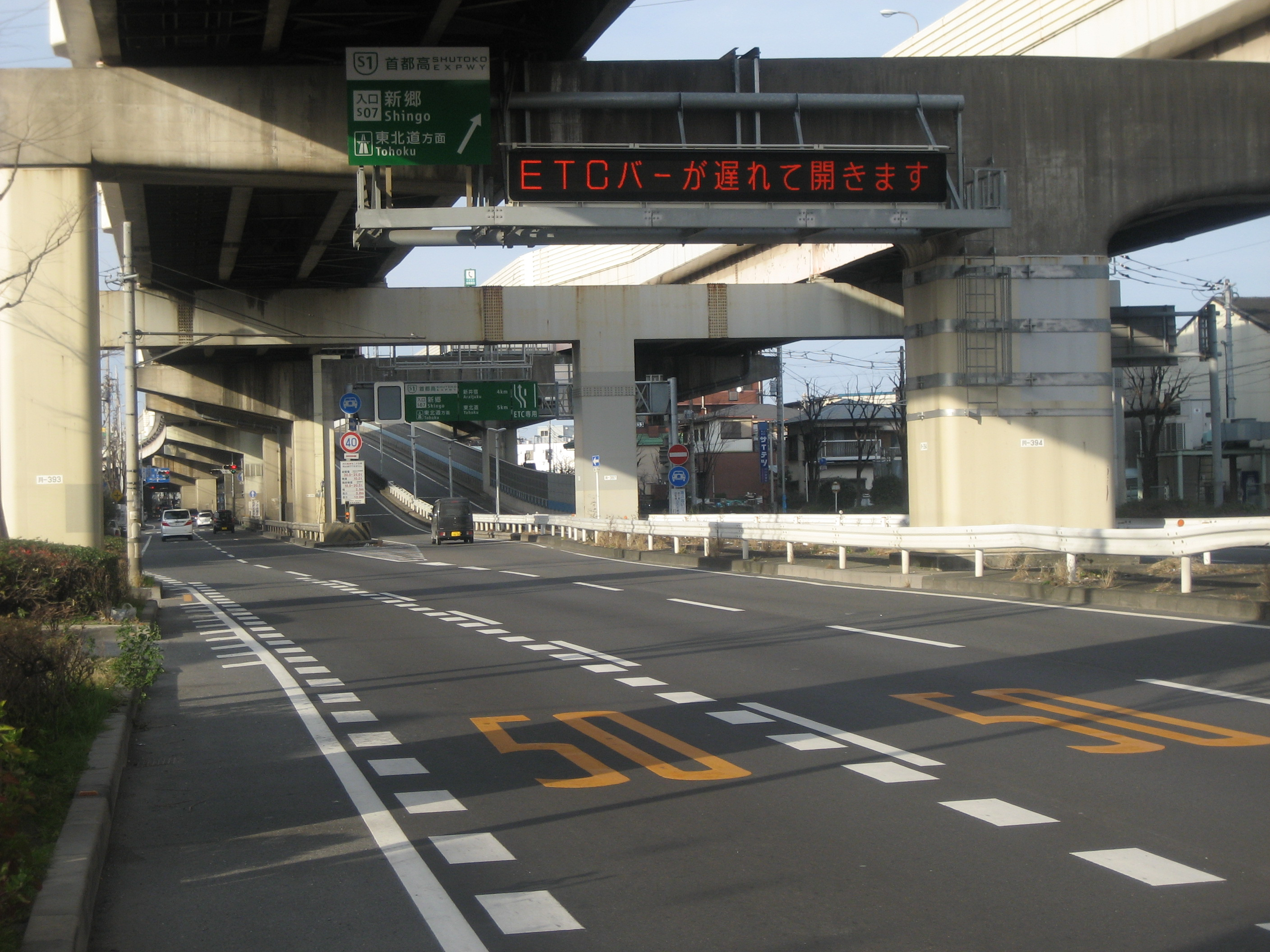
下り線入口

新郷出入口（しんごうでいりぐち）は、埼玉県川口市にある首都高速道路川口線の出入口である。

## 接続する道路
- 埼玉県道239号足立川口線
- 埼玉県道58号台東川口線

## 周辺
- 見沼代親水公園駅（日暮里・舎人ライナー）

## 料金所

### 川口方面
- レーン数：2
  - ETC・一般：1
  - 閉鎖中：1

### 江北方面
- レーン数：2
  - ETC専用：1
  - ETC・一般：1

## 備考
首都高川口線下り線最後の入口である。川口JCTに出入口が無いため、東北自動車道利用の際は浦和ICまで次の入口が9.2km先になるため、注意が必要である。

## 隣
首都高速川口線
(S06)足立入谷出入口 - (S07,S08)新郷出入口 - (S09)安行出入口